# Mićo Janić
Mićo Janić (* 28. Mai 1979 in Bačka Palanka, Jugoslawien) ist ein kroatischer Kanute.
Janić startete für den Kanu Klub Jarun Zagreb und ist Mitglied der kroatischen Nationalmannschaft im Einer-Kajak und Zweier-Kajak. Sein größter Erfolg war bisher die Silbermedaille im Zweier-Kajak auf der Distanz von 1000 Metern mit seinem Bruder Stjepan Janić bei den Juniorenweltmeisterschaften 1998. Bei den Olympischen Spielen 2008 in Peking kam er als Ersatzmann nicht zum Einsatz.

## Medaillen
- 1998: Silber Juniorenweltmeisterschaften (K2 1000 m)

## Sonstiges
- Sein Vater Milan Janić gewann bei den Olympischen Spielen 1984 in Los Angeles die Silbermedaille im Einer-Kajak über 1000 Meter.
- Auch seine Schwester Natasa Janics ist eine erfolgreiche Kanutin, die seit 2002 für Ungarn fährt.